# 塔尔代茨-索罗吕斯
塔尔代茨-索罗吕斯（法語：Tardets-Sorholus，法語發音：[taʁdɛts sɔʁɔlys]）是法国大西洋比利牛斯省的一个市镇，位于该省中南部，属于奥洛龙-圣玛丽区和巴斯克地区城市公共社区。该市镇于1859年由原市镇塔尔代茨（Tardets）、索罗吕斯（Sorholus）与阿邦斯（Abense）的一部分合并而成。

## 地名
该地名“Tardets-Sorholus”发音为[taʁdɛts sɔʁɔlys]，“Tardets”的末尾字母“ts”发音，《世界地名翻译大辞典》与《世界地名译名词典》将其误译作“塔尔代索罗吕斯”。

## 地理
塔尔代茨-索罗吕斯（43°6'59"N, 0°51'45"W）面积14.99 平方千米，位于法国新阿基坦大区大西洋比利牛斯省，该省份为法国东南部省份，涵盖了贝阿恩与北巴斯克，西临大西洋比斯開灣，北至朗德省，东北接热尔省，东临上比利牛斯省，南与西班牙接壤。
与塔尔代茨-索罗吕斯接壤的市镇（或旧市镇、城区）包括：阿洛斯-锡巴斯-阿邦斯、巴尔屈斯、拉甘日-雷斯图、蒙托里、特鲁瓦维尔。
塔尔代茨-索罗吕斯的时区为UTC+01:00、UTC+02:00（夏令时）。

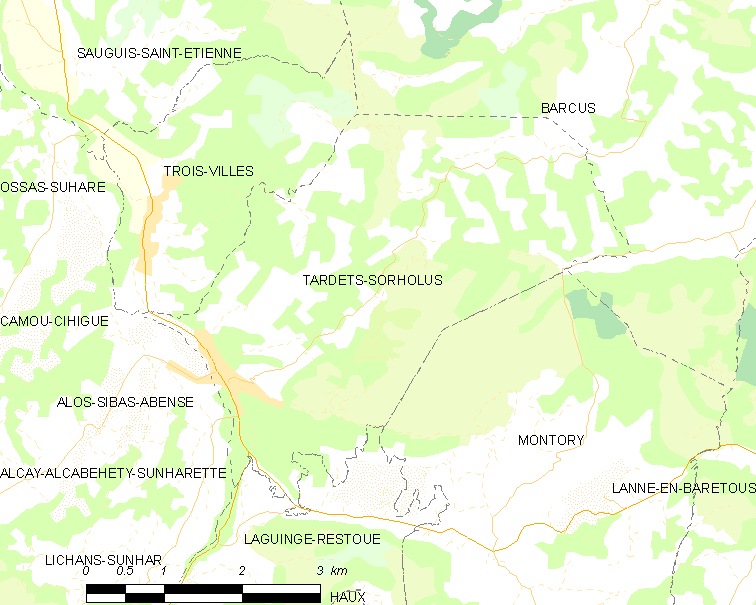
塔尔代茨-索罗吕斯的OSM定位图

## 行政
塔尔代茨-索罗吕斯的邮政编码为64470，INSEE市镇编码为64533。

## 政治
塔尔代茨-索罗吕斯所属的省级选区为巴斯克山地县。

## 人口

1962-2008年间塔尔代茨-索罗吕斯人口变化图示

塔尔代茨-索罗吕斯于2022年1月1日时的人口数量为579人。